# Hans Eschebach
Hans Eschebach (* 24. April 1909 in Badeborn; † 10. April 1982 in Magdeburg; vollständiger Name: Hans Friedrich Eschebach) war ein deutscher Architekt, Stadtplaner und Bauforscher. Als Architekt war er nach dem Zweiten Weltkrieg maßgeblich am Neuaufbau und der Raumordnung in Ostfriesland beteiligt, als Bauforscher machte er sich um die Erforschung Pompejis verdient.

## Ausbildung
Hans Eschebach verbrachte seine Jugend in Dessau-Törten, wo sein Vater Pastor Friedrich Franz Eschebach beruflich tätig war. Seine Mutter Marie, geborene Liebe, entstammte der hugenottischen Familie Gabain. Seit seiner Kindheit spielte er Bratsche und war ein Freund der Kammermusik. Ab 1927 studierte er bei Karl Bonatz, Paul Schmitthenner und Karl Schmoll von Eisenwerth an der Technischen Hochschule Stuttgart sowie bei Heinrich Sulze und Oscar Reuther an der Technischen Hochschule Dresden Architektur. Seit dem Studium gehörte er der Burschenschaft Ulmia Stuttgart an. Zum 1. September 1931 trat er der NSDAP bei (Mitgliedsnummer 620.889). 1933 schloss er sein Studium mit der Diplomarbeit Schullandheim in Verbindung mit Kleinsiedlung im Erzgebirge ab, 1937 folgte das 2. Staatsexamen zum Regierungsbaumeister.

## Eschebach als Architekt und Raumplaner
Unter Paul Wolf wurde Eschebach zunächst Bauassessor, ab 1940 städtischer Baurat im Stadtplanungsamt von Dresden. 1942 folgte die Promotion bei Sulze mit der Arbeit Die städtebauliche Entwicklung Pompejis in vorrömischer Zeit an der TH Dresden. 1938 heiratete er Wiltraut Stippich. Wegen eines Ohrenleidens wurde Eschebach nicht zur Wehrmacht einberufen. Vom Innenminister Wilhelm Frick wurde er 1942 nach Emden dienstverpflichtet, wo er zum Leiter des Amtes für Wiederaufbau und Stadtplanung bestimmt wurde. Gemeinsam mit seinen Kollegen Wilhelm Ohm, Peter Diedrichs, Alfred Langeheine und E. H. Blum sollte er nicht nur Bunker bauen, sondern auch schon für die Zeit nach dem Zweiten Weltkrieg planen. Zu den von Albert Speer im nationalsozialistischen Sinne einer Umgestaltung der Emder Innenstadt angestoßenen Gesamtplanungen gehörte unter anderem ein von Eschebach entworfenes Kulturzentrum nach pompejanischem Vorbild. Weil er aber zu freundschaftliche Beziehungen zu zwei französischen Kriegsgefangenen, dem Architekten Henri Gelée und dem Bildhauer J. Matthieu, die als Bauzeichner eingesetzt wurden, unterhielt, wurde er 1943 als Zeichner in ein Baubataillon der Waffen-SS nach Ohrdruf strafversetzt. Hier wurde er Zeuge von Auswüchsen des NS-Systems, als er auf KZ-Häftlinge in schlechtem körperlichen Zustand traf. Am Ende des Krieges kam er in Süddeutschland in Kriegsgefangenschaft.

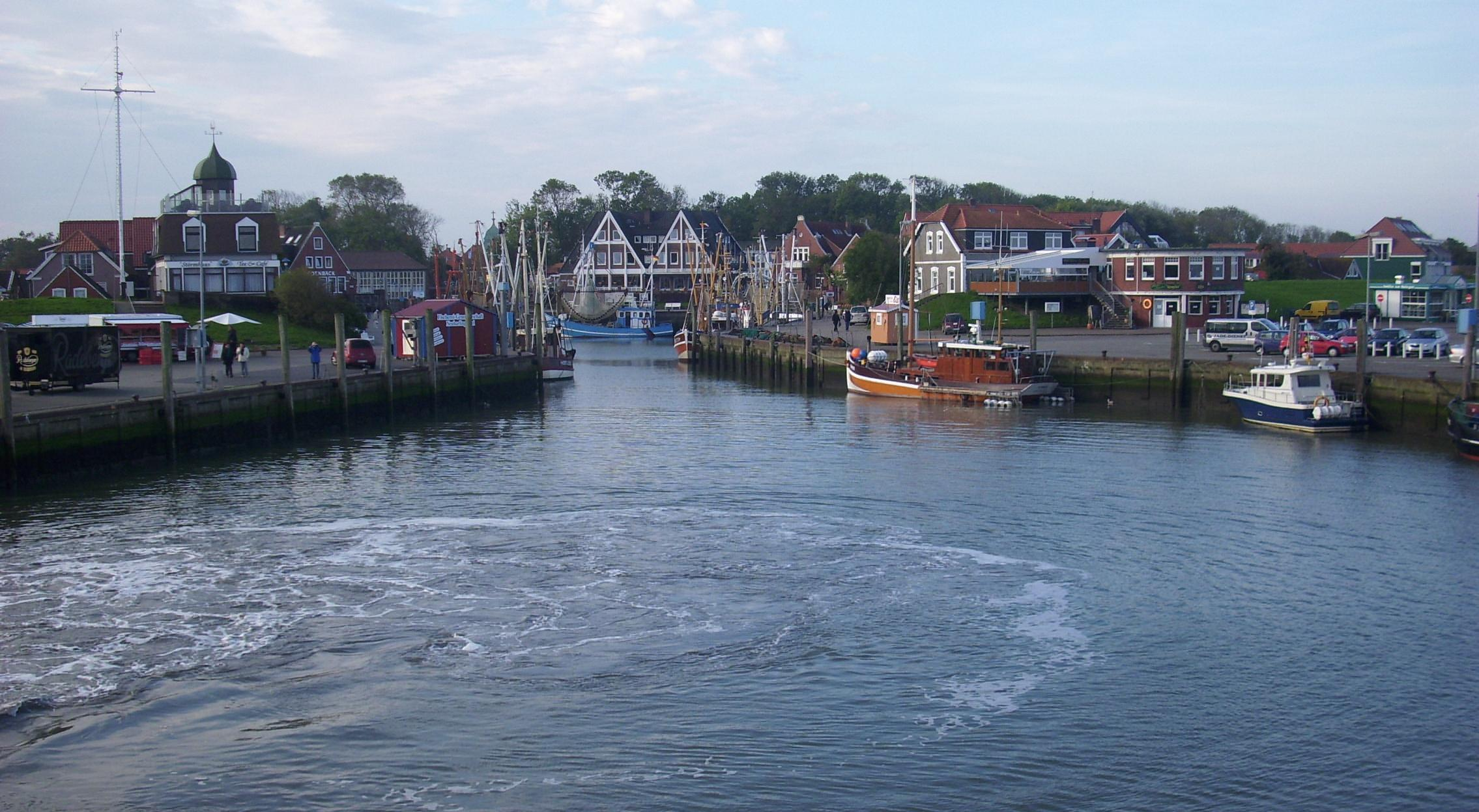
Hafen von Neuharlingersiel

Nach kurzer Gefangenschaft wurde Eschebach wieder entlassen und kehrte schon 1946 nach Ostfriesland zurück, um im Auftrag der britischen Besatzungsmacht Hotels auf Norderney zu bauen. Seit Oktober 1947 arbeitete er freischaffend und hatte zunächst ein Architekturbüro in Lohne, ein Jahr später zog er damit nach Emden. Dort arbeitete er im Büro des 1933 von den Nationalsozialisten aus seinem Amt entfernten Stadtbaurat Haasis. Seit 1951 betrieb er wieder ein eigenes Architekturbüro. In den Folgejahren war Eschebach maßgeblich an der Neugestaltung Frieslands beteiligt. So gestaltete er den Hafen von Neuharlingersiel mitsamt seinem Schöpfwerk neu, gestaltete das Wasserwirtschaftsamt Aurich, entwarf das Siel und Schöpfwerk Knock, baute das Verwaltungsgebäude der Firma Doornkaat neu, baute Verwaltungsgebäude auf den Ostfriesischen Inseln und betätigte sich auch darüber hinaus im Städte-, Kirchen- und Wasserbau. Ein besonderer Schwerpunkt seiner Arbeit war die Erarbeitung von Flächennutzungs-, Orts- und Bebauungsplänen für ostfriesische Gemeinden, die um 1970 etwa 90 % der Arbeiten Eschebachs ausmachten. Sein Flächennutzungsplan für Emden, den er im August 1950 vorstellte, war der Erste in ganz Niedersachsen. Durch die niedersächsische Gebiets- und Verwaltungsreform Anfang der 1970er Jahre wurde ihm allerdings nach und nach die Betriebsgrundlage entzogen.

## Eschebach als Bauforscher

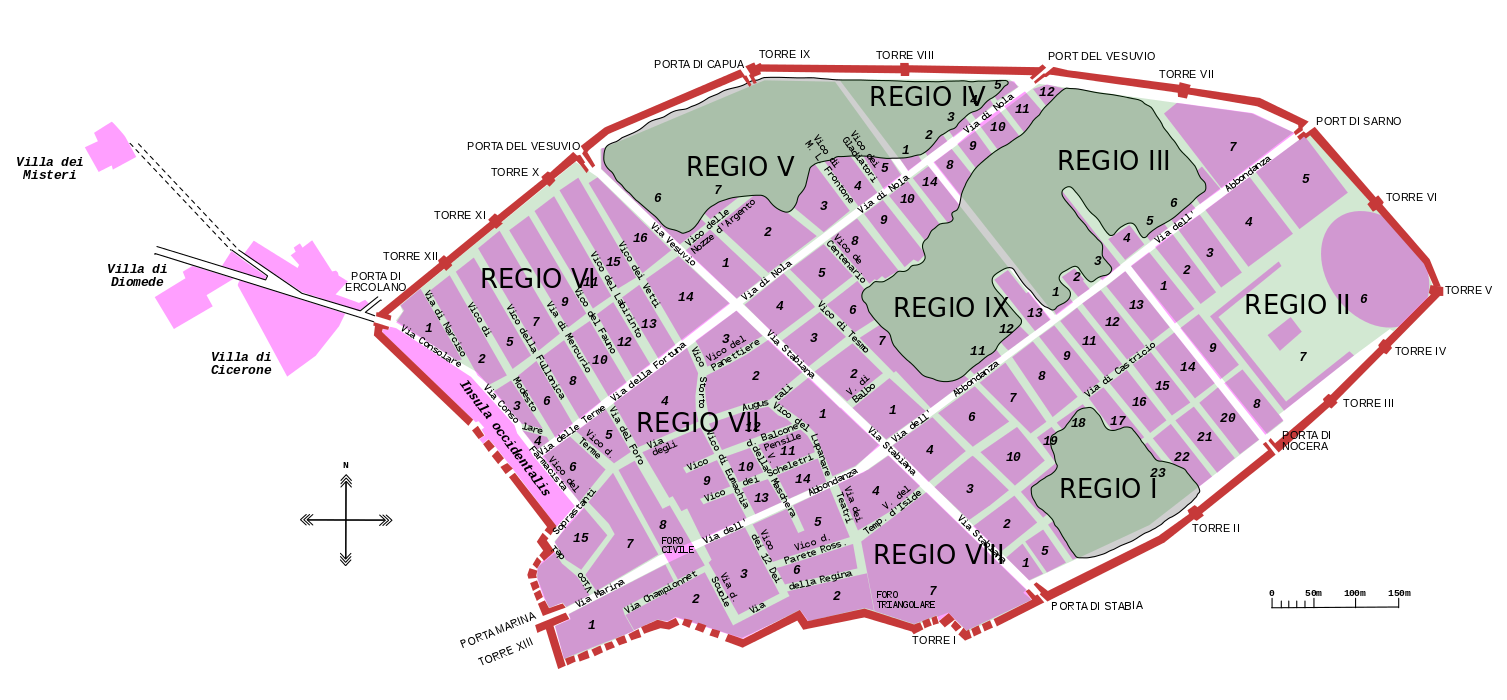
Plan von Pompeji im Maßstab von 1:5000 auf Grundlage von Eschebachs Plan

Nachdem Eschebach beruflich weniger eingespannt war, konnte er sich wieder intensiver seiner archäologisch-bauforscherischen Tätigkeiten widmen. Schon zwischen 1938 und 1940 reiste er in den Urlaubsmonaten gemeinsam mit seinem Mentor Sulze nach Pompeji. Dort fertigte er den ersten Plan der Stadt im Maßstab von 1:1000 seit 1877 an. Seine Doktorarbeit befasste sich mit der baulichen Entwicklung der Stadt in vorrömischer Zeit. Sie wurde jedoch erst 1970 in überarbeiteter Form veröffentlicht. Sein Plan von Pompeji war insbesondere nach den amerikanischen Bombentreffern von Bedeutung, bildete aber auch darüber hinaus die Grundlage für die weiteren archäologischen Publikationen seitdem. Von 1966 bis 1981 arbeitete er als freier Mitarbeiter für das Deutsche Archäologische Institut (DAI) in der kampanischen Ruinenstadt. Unterstützt wurde er dabei von seiner zweiten Ehefrau, der Lehrerin und Archäologin Liselotte Bliesner, die er nach dem frühen Tod seiner ersten Frau heiratete. Beide verbrachten jährlich etwa acht Wochen in der italienischen Stadt. Gute Beziehungen unterhielt Eschebach auch in die DDR. Seit 1959 reiste er regelmäßig dorthin, da in Priorau auch Mutter und Bruder lebten. Der 1959 verstorbene Sulze, der sich mittlerweile um den Wiederaufbau Dresdens sehr verdient gemacht hatte, machte Eschebach zu seinem geistigen Erben und Nachlassverwalter. Dennoch wurde dessen Nachlass von den DDR-Behörden beschlagnahmt. Durch die Vermittlung des Dresdner Denkmalschützers, seines früheren Studienfreundes Hans Nadler, konnte er immerhin Kopien anfertigen. Seitdem Eschebach 1978 beim Leipziger Verlag E. A. Seemann einen Bildband zu Pompeji herausgebracht hatte, verbesserten sich die Beziehungen zur DDR noch weiter. Er nutzte diese vor allem, um Kontakte zu DDR-Forschern aufrechterhalten und vertiefen zu können. 1982 verunglückte er auf der Transitstrecke zwischen West-Berlin und der Bundesrepublik bei einer Rückfahrt von einem Besuch bei der Zentrale des DAI – er war korrespondierendes Mitglied des DAI – bei Magdeburg mit dem Auto schwer und erlag in einem Krankenhaus der Stadt seinen Verletzungen. Seine Frau brachte unter Verwendung seiner Vorarbeiten 1995 das Gebäudeverzeichnis und Stadtplan der antiken Stadt Pompeji heraus, mit Hilfe der Tochter Erika Eschebach und Jürgen Müller-Trollius’ mit Pompeji. Vom 7. Jahrhundert v. Chr. bis 79 n. Chr. eine Baugeschichte der Stadt. Sein städtebaulicher und archäologischer Nachlass befindet sich im Niedersächsischen Landesarchiv – Standort Aurich.

## Schriften
- Die städtebauliche Entwicklung des antiken Pompeji. Kerle, Heidelberg 1970.
- Pompeji. Erlebte antike Welt, mit Fotografien von Josef Adamiak. Seemann, Leipzig 1978 (drei Auflagen bis 1984).
- Die Stabianer Thermen in Pompeji. (= Denkmäler antiker Architektur, Band 13). de Gruyter, Berlin 1979, ISBN 3-11-007873-2.
- Die Arzthäuser in Pompeji. Raggi, Feldmeilen 1984 (Sonderheft der Antiken Welt).
- mit Liselotte Eschebach: Pompeji. Vom 7. Jahrhundert v. Chr. bis 79 n. Chr. (Arbeiten zur Archäologie). Böhlau, Köln / Weimar / Wien 1995, ISBN 3-412-11594-0.